# Comité Olímpico Montenegrino
El Comité Olímpico Montenegrino es el Comité Nacional Olímpico de Montenegro, fundado en 2007 y reconocido por el COI ese mismo año.